# Venevisión
Venevisión (phát âm tiếng Tây Ban Nha: [beneβiˈsjon]) là kênh truyền hình phát sóng miễn phí của Venezuela thuộc sở hữu của Cisneros Media, một bộ phận của Grupo Cisneros.
Đây là một trong những nhà sản xuất telenovela lớn trên thế giới, cùng với Televisa, TV Azteca, Telemundo, TV Globo, Caracol Televisión, RCN Televisión, ABS-CBN và GMA Network.

## Những bài viết liên quan
- Televisa
- TV Azteca
- Telemundo
- TV Globo
- Caracol Televisión
- RCN Televisión